# Return of the Living Dead IV: Necropolis
Return of the Living Dead IV: Necropolis ist ein US-amerikanischer Horrorfilm des Regisseurs Ellory Elkayem aus dem Jahr 2005.
Die Inszenierung ist nach Dan O’Bannons Verdammt, die Zombies kommen (1985), Toll treiben es die wilden Zombies (1988) und Return of the Living Dead III (1993) der vierte Teil einer fünfteiligen Zombiefilmreihe.

## Handlung
Der dubiose Wissenschaftler Charles Garrison erwirbt im Auftrag des Mischkonzerns Hybra Tech sechs verschollene Fässer des gefährlichen Kampfstoffes Trioxin-5 zur angestrebten Weltherrschaft des Unternehmens. Die Gesellschaft bemüht sich  vordergründig um die Belange der Bürger und forscht auf diversen Gebieten, so auch in der Medizin. Die wahren Interessen sind jedoch militärischer Art; die geheime Entwicklung sogenannter bio-chemischer Waffen steht im verdeckten Vordergrund. Hierzu benötigt man Probanden, die man ohne Wissen der Angehörigen aus dem umliegenden Krankenhaus verschleppt. Bei diesen hochbrisanten Experimenten ergründet man das Verhalten von einzelnen Körperteilen, die mit Trioxin-Gas kontaminiert werden, als auch das Verhalten von vollständigen Körpern lebender Toter. Leiter der Versuchsreihe ist der stets missgelaunte Garrison, der selbst seine bei einem Verkehrsunfall verstorbenen Familienangehörigen für geheime Experimente missbraucht.
Gemeinsam mit seinen beiden nichts ahnenden Neffen, Julian und dessen jüngerer Bruder Jake, bewohnt Garrison seitdem ein größeres Anwesen. Eines Tages verunglückt Julians bester Freund Zeke bei einer riskanten Motocross-Vorführung. Er stürzt und geht bewusstlos zu Boden. Ein alarmierter Krankenwagen bringt den Patienten mit einem Schädel-Trauma in das örtliche Krankenhaus, wo man wenig später dessen Tod inszeniert. Der trauernde Julian erfährt jedoch zufällig von Katie, Zekes Ex-Freundin, dass er lebend in eine Forschungsstation von Hybra Tech gebracht wurde. Der ungläubige Julian, der das High-Tech Unternehmen für den Tod seiner Eltern verantwortlich macht, die dort einst als Testpersonen arbeiteten, verschafft sich mit ein paar Freunden einer Motocross-Clique zunächst Gewissheit über den Verbleib seines totgeglaubten Kollegen. Die Gruppe erfährt durch die Hilfe des dunkelhäutigen Cody, der sich in den Rechner des Unternehmens hackt, von einem Geheimprojekt namens Necropolis. Gleichzeitig entdeckt man den Namen Zekes auf einer „Einlieferungsliste“. Die Schulfreunde beschließen eine nächtliche Befreiungsaktion.
Das Sicherheitssystem des Unternehmens wird durch Katie, die nebenbei im Sicherheitsdienst arbeitet, umgangen. Sie gewährt den fünf jungen Eindringlingen Zugang – später gesellt sich auch noch Jake hinzu – und führt sie durch die unterirdischen Versorgungsschächten des Areals zum Forschungslabor des weitläufigen Gebäudekomplexes, wo der gefesselte Zeke vermutet wird. Die jungen Retter stoßen bereits nach kurzer Zeit auf mutierte Zombies, die sie feindselig empfangen. Die sechs Einbrecher setzen ihre Mission nach dem Töten der Wesen fort und treffen in der Forschungsstation schließlich auf Charles Garrison. Julian ahnt nichts von den Machenschaften seines Onkels als dieser sich der Gruppe offenbart und sie zu dem gesuchten Gefangenen führt. Gleichzeitig informiert der Wissenschaftler seine beiden Neffen über den Verbleib ihrer Eltern. Zuvor zeigt er den neugierigen „Besuchern“ den Hochsicherheitstrakt der Einrichtung mit den hirn- und blutgierigen Zombies, die er für ruchlose Experimente zur Erschaffung von Super-Soldaten benötigt. Die Befreiung Zekes löst derweil einen Alarm aus, wenig später flüchtet Garrison vor der vereinten Gruppe. Allerdings geht etwas schief und die eingesperrten Zombies werden befreit. Das Gebäude und das umliegende Areal werden von lebenden Toten überrannt.
Auf ihrer Flucht vor den nun allgegenwärtigen Bestien werden die Eindringlinge getrennt. Unabhängig voneinander müssen sie sich nun heftiger Angriffe erwehren. Die Anzahl der Lebenden reduziert sich nach und nach. Während Katie auf sich gestellt flieht, dringen Julian und Cody in den 12. Stock vor, wo sie zwei deaktivierte Zombie-Elite-Kämpfer, Jakes Eltern, entdecken. Anschließend kämpfen sie sich zum Dach der Einrichtung vor, seilen sich ab und treffen auf Katie. Derweil kämpft Becky gemeinsam mit Jake und dem bei der Rettung gebissenen Zeke, dessen Verwandlung unmittelbar bevorsteht, gegen die heranstürmenden Ungetüme. Als Zeke zum Zombie mutiert und Jake beißt, tötet die wütende Becky ihren Schulfreund. Am Ende greifen auch die von Garrison aktivierten Hightech-Kampfmaschinen ins Geschehen ein, allerdings nur mit bescheidenem Erfolg. Sie töten allerdings Katie.
Die drei Überlebenden Julien, Cody und Becky werden von einer SWAT-Spezialeinheit gerettet, die sämtliche Zombies tötet. Charles Garrison gelingt unbemerkt mit ein paar Fässern auf der Ladefläche seines Pick-ups die Flucht. In einem düsteren Szenario verkündet ein Nachrichtensprecher in der letzten Szene des Films einen Zwischenfall im besagten Forschungszentrum, dem er allerdings wenig Bedeutung beimisst, als er von einem Gehirn gierigen Zombie gebissen wird.

## Kritiken
Das Lexikon des internationalen Films schrieb, der dritte Ableger einer Low-Budget-Horrorfilmreihe zeichne sich „bestenfalls durch gedankliche Schlichtheit“ aus und biete die „üblichen Ekeleffekte des Genres.“